# 周元燊
周元燊（1924年9月1日—2022年3月3日），出生於湖北省襄陽市南漳縣，中華民國統計學者。同時也是現任中央研究院院士。

## 生平
周元燊出生後不久，對日八年抗戰爆發，因此他的童年在戰亂中渡過。16歲時其以幾乎完全步行的方式前往中華民國戰時首都重慶市並完成高中教育，1941年考取在合川的国立第二中学，二中毕业后，保送贵州的国立浙江大学数学系，本科毕业后于1954年七月周元燊由杨忠道先生介绍，得伊利诺大学数学系奖学金，赴美留学。隨著中華民國政府撤往臺灣並且擔任國立臺灣大學數學系助教。
在國立臺灣大學數學系任教5年半後，周元燊於1954年前往美國伊利諾大學就讀，並且接受美國著名數學家乔瑟夫·L·杜博的教導。1959年畢業取得博士學位後，同時擔任隸屬於IBM公司的托馬斯·J·沃森研究中心數學家和哥倫比亞大學的兼任教授。之後其主要致力於統計學的研究並且發表數篇重要論文與相關著作，也因而接連獲選成為国际统计学会会士和国际数理统计学会会士。
1974年7月，他則因為數學、應用數學科學的成就獲選成為第10屆中央研究院院士數理科學組成員。之後擔任了中央研究院統計科學研究所設所諮詢委員會主任委員、行政院主計總處國民所得統計評審委員會顧問，並且積極在臺灣推動並且參與國際級統計學術會議。

## 学生
- 吴建福，周元燊（Y. S. Chow）1970年从哥伦比亚大学到台湾大学进行访问并主讲了一门概率论的研究生课程。吴是当时最好的学生并提交相关论文去《统计学年鉴（Annals of Statistics）》和《数学研究所通报（Bulletin of the Institute of Mathematics）》）[1]

## 外部連結
- （繁體中文） 周元燊 院士 (1924 ~ )（页面存档备份，存于）

1. ↑   (PDF).   [2023-08-22]. （原始内容存档于2012-09-10）.